# Pugesa

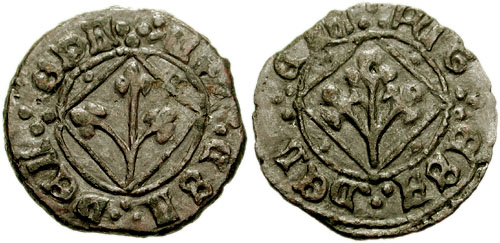
Pugesa de Lérida

La pugesa es una antigua moneda local  catalana propia del área de Lérida,  acuñada desde finales del siglo XIII hasta el siglo XV. Fue acuñada en cobre y latón, y tenía un valor de un cuarto de dinero.
El nombre deriva de la ciudad occitana Lo Puèi, de donde fue originaria.
La creación de la pugesa probablemente se debió de basar en el excesivo valor del dinero de terno (3 dineros sobre 12 de plata, 25%) y también de su divisor, el medio dinero (óbolo o malla), en áreas económicamente deprimidas o de niveles de precios muy bajos, que necesitaban una fracción menor. Así surgió la necesidad de acuñar medios óbolos o cuartos de dinero. Este valor de cuarto de dinero ya era llamado pugesa con anterioridad, aunque no existiera una moneda física que tuviera este valor. Con la creación de la pugesa, dicho valor dejaba de ser una unidad de cuenta para convertirse en una moneda física.
La pugesa más conocida fue la de la ciudad de Lérida, llevando siempre el triple lirio heráldico de la ciudad en anverso y reverso, y la leyenda «PUGESA DE LEIDA», con ligeras variantes. Su peso y diámetro aproximado era de 2 g y 18 mm respectivamente. También se emitieron medias pugesas.
También se acuñaron pugesas en poblaciones cercanas a Lérida, como Àger, Agramunt, Almenar, Balaguer, Camarasa, Cubells, Fraga, Ponts y Vilanova de Meià.
La devaluación del dinero de vellón de ceca real, a partir del siglo XV,  provocó la desaparición de la pugesa, siendo sustituida en algunas poblaciones por  senyals locales de cobre o latón, de valor un dinero.
Estos tipos de moneda local tenía carácter fiduciario, es decir, no tenía valor apreciable en sí misma y circulaba como vale cambiable por moneda oficial, garantizada por un depósito en oro y plata en los respectivos municipios donde era acuñada.